# Rapidito

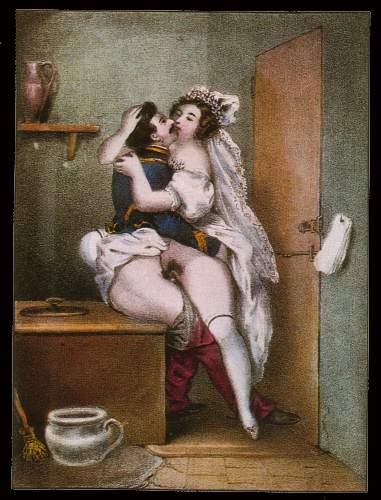

Un rapidito se refiere a un episodio breve o espontáneo de la actividad sexual, con la particularidad de terminar en un lapso de tiempo muy corto, donde el énfasis no se encuentra en la duración del acto, sino que en su intensidad.
En general, el término supone que los juegos preliminares no se presentan y que al menos una de las personas llega al orgasmo. Un rapidito puede implicar un coito, o se limita al Sexo oral. Según algunos, un rato de placer entre una pareja heterosexual en general, sólo puede satisfacer el deseo del hombre; otros afirman que los rapiditos (la relación sexual o alguna otra forma de estimulación de la vulva) puede ser "un gran encendido" para una mujer, también, pero todavía no puede dar una mujer el tiempo suficiente para lubricar naturalmente, así que es necesario el uso de un lubricante artificial. Algunos consideran a estos una solución al deseo de la desigualdad sexual en una relación, pero si se convierten en la única forma de sexo, la relación puede sufrir.